# Beni (Territorium)
Beni ist ein Territorium in Nord-Kivu im Osten der Demokratischen Republik Kongo.

## Konflikte
Seit 2013 kommt es in der Region zu Gewalttaten und Morden. Am 15. Januar 2023 wurden bei einem Anschlag etwa 15 Menschen in einer evangelischen Kirche in Kasindi an der Grenze zu Uganda getötet. Das Attentat wurde den Allied Democratic Forces (ADF), einer mit dem Islamischen Staat verbundenen Terrororganisation, zugeschrieben. Am 22. Januar 2023 wurden mindestens 17 Personen bei einer Bombenexplosion verletzt. Auch ein Anschlag vom 23. Januar wurde ihnen zugeschrieben, bei dem 23 Zivilisten getötet wurden. Beni sowie Mambasa und Irumu in der nördlich liegenden Provinz Ituri sind die Hauptgebiete der ADF. Im Februar 2024 verübten bewaffnete Gruppen eine Reihe gezielter Angriffe auf Zivilisten.

## Verkehr
Durch Beni führt in Nordost-Südwest-Richtung die Nationalstraße 2. Von dieser geht zudem nach Südosten die Nationalstraße 4 ab.